# تاقا (آبجدان)
تاقا (بالفارسية: طاقا) هي منطقة سكنية تقع في إيران في قسم آبجدان الريفي. يقدر عدد سكانها بـ 23 نسمة بحسب إحصاء 2016.